# Horizontina Futsal
L'Esporte Clube Caipirinha, meglio noto come Horizontina Futsal per ragioni di localizzazione geografica, è una squadra brasiliana di calcio a 5 con sede a Horizontina.

## Storia
Fondata nel 1980 come Esporte Clube Caipirinha, i cui colori sociali erano il bianco e il rosso, la società negli anni ha cambiato più denominazioni e divise. Nel 2001 si affilia alla Federação Gaúcha de Futebol de Salão come John Deere Futsal, in omaggio allo sponsor principale Deere & Company; i colori sociali diventano il giallo e il verde. Conclusa la sponsorizzazione con la multinazionale statunitense, nel 2008 la società è tornata alla denominazione originaria, affiancata dal corrente Horizontina Futsal. Il giallo e il verde sono tuttavia rimasti i colori sociali.

## Rosa 2005
|    | Naz.       | Nome                             | Soprannome         | Ruolo     |
| -- | ---------- | -------------------------------- | ------------------ | --------- |
| 1  | Brasiliana | Tiago de Melo Marinho            | THIAGO             | Portiere  |
| 2  | Brasiliana | Ranieri Porto Barbosa            | RANIERI            | Esterno   |
| 3  | Brasiliana | Valmir Francisco de Oliveira     | VALMIR             | Esterno   |
| 4  | Brasiliana | Tannaís Rocha de Santana         | Valença            | Esterno   |
| 5  | Brasiliana | Renato Rafael Tormes             | RENATINHO          | Esterno   |
| 6  | Brasiliana | Wender Pereira Ramos             | WENDER             | Difensore |
| 7  | Brasiliana | Gelson Schmitz                   | GELSON             | Difensore |
| 8  | Brasiliana | Maicon Alexandre F. Souza        | MAICON             | Pivot     |
| 10 | Brasiliana | Carlos André Alves do Nascimento | CARLOS ANDRE'      | Pivot     |
| 11 | Brasiliana | Marcelo Bernardino do Nascimento | MARCELINHO         | Esterno   |
| 12 | Brasiliana | William Garbrecht                | BARANHA            | Portiere  |
| 13 | Brasiliana | Alessandro Patias                | PATIAS             | Pivot     |
| 14 | Brasiliana | Jorge Alberto Puhl               | BETO               | Pivot     |
| 15 | Brasiliana | Hector Ubiratan Motta Gonçalez   | HECTOR             | Esterno   |
| 17 | Brasiliana | José Renato Velério              | RENATINHO PAULISTA | Esterno   |
| 18 | Brasiliana | Rodrigo Sebastiani               | RODRIGO            | Difensore |
| 19 | Brasiliana | Vinícius Carinha Galarraga       | VINICIUS           | Pivot     |
| 20 | Brasiliana | Franciel Soso                    | FRANCIEL           | Portiere  |
| 21 | Brasiliana | Vicente Martins Gontijo Júnior   | JUNINHO            | Pivot     |
| 22 | Brasiliana | Bruno Falcone                    | BRUNO              | Portiere  |
| 23 | Brasiliana | Jean Douglas Pinho Amâncio       | JEAN               | Esterno   |

Allenatore:  Paulo Fernando Sartor – ‘'’Paulinho Sananduva'’'